# Mistrovství světa v rallycrossu 2016
Mistrovství světa v rallycrossu 2016 (2016 FIA World Rallycross Championship presented by Monster Energy) je třetí ročník mistrovství světa v rallycrossu. Sezóna se skládá ze 12 závodů, začala 16. dubna v portugalském Montalegre a skončila 27. listopadu v argentinském Rosariu.

## Kalendář
| Pořadí závodu | Závod                   | Datum             | Místo                            | Vítěz                | Tým                           |
| ------------- | ----------------------- | ----------------- | -------------------------------- | -------------------- | ----------------------------- |
| 1             | World RX Portugalsko    | 16.-17. dubna     | Pista Automóvel de Montalegre    | Petter Solberg       | Petter Solberg World RX Team¹ |
| 2             | World RX Hockenheim     | 7.-8. května      | Hockenheimring                   | Mattias Ekström      | EKS RX                        |
| 3             | World RX Belgie         | 14.-15. května    | Circuit Jules Tacheny Mettet     | Mattias Ekström      | EKS RX                        |
| 4             | World RX Velká Británie | 28.-29. května    | Lydden Hill Race Circuit         | Mattias Ekström      | EKS RX                        |
| 5             | World RX Norsko         | 11.-12. června    | Lånkebanen                       | Andreas Bakkerud     | Hoonigan Racing Division      |
| 6             | World RX Švédsko        | 2.-3. července    | Höljesbanan                      | Andreas Bakkerud     | Hoonigan Racing Division      |
| 7             | World RX Kanada         | 6.-7. srpna       | Circuit Trois-Rivières           | Timmy Hansen         | Team Peugeot-Hansen           |
| 8             | World RX Francie        | 3.-4. září        | Circuit de Lohéac                | Johan Kristoffersson | Volkswagen RX Sweden          |
| 9             | World RX Barcelona      | 17.-18. září      | Circuit de Catalunya             | Mattias Ekström      | EKS RX                        |
| 10            | World RX Lotyšsko       | 1.-2. října       | Biķernieku Kompleksā Sporta Bāze | Sébastien Loeb       | Team Peugeot-Hansen           |
| 11            | World RX Německo        | 15.-16. října     | Estering                         | Kevin Eriksson       | Olsbergs MSE                  |
| 12            | World RX Argentina      | 26.-27. listopadu | Autódromo Rosario                | Andreas Bakkerud     | Hoonigan Racing Division      |

¹ = Jediný vůz týmu, proto se jim nepočítají body do mistrovství týmů.

## Týmy a jezdci
| Pravidelný účastníci                                       | Pravidelný účastníci            | Pravidelný účastníci | Pravidelný účastníci | Pravidelný účastníci  | Pravidelný účastníci |
| Konstruktér                                                | Tým                             | Vůz                  | Číslo vozu           | Jezdec                | Závody               |
| ---------------------------------------------------------- | ------------------------------- | -------------------- | -------------------- | --------------------- | -------------------- |
| Audi                                                       | EKS RX                          | Audi S1              | 5                    | Mattias Ekström       | Vše                  |
| Audi                                                       | EKS RX                          | Audi S1              | 57                   | Toomas Heikkinen      | Vše                  |
| Audi                                                       | Larsson Jernberg Motorsport     | Audi A1              | 4                    | Robin Larsson         | Vše                  |
| Citroën                                                    | Petter Solberg World RX Team    | Citroën DS3          | 1                    | Petter Solberg        | Vše                  |
| Ford                                                       | Hoonigan Racing Division        | Ford Focus RS        | 13                   | Andreas Bakkerud      | Vše                  |
| Ford                                                       | Hoonigan Racing Division        | Ford Focus RS        | 43                   | Ken Block             | Vše                  |
| Ford                                                       | Olsbergs MSE                    | Ford Fiesta ST       | 68                   | Niclas Grönholm       | 1–11                 |
| Ford                                                       | Olsbergs MSE                    | Ford Fiesta ST       | 96                   | Kevin Eriksson        | 1–7, 9-12            |
| Ford                                                       | Olsbergs MSE                    | Ford Fiesta ST       | 29                   | Yann Le Jossec        | 8                    |
| Ford                                                       | Olsbergs MSE                    | Ford Fiesta ST       | 15                   | Reinis Nitišs         | 9-10, 12             |
| Ford                                                       | World RX Team Austria           | Ford Fiesta          | 6                    | Jānis Baumanis        | Vše                  |
| Ford                                                       | World RX Team Austria           | Ford Fiesta          | 7                    | Timur Timerzyanov     | Vše                  |
| BMW MINI                                                   | JRM Racing                      | BMW MINI Countryman  | 33                   | Liam Doran1           | 1–6                  |
| BMW MINI                                                   | JRM Racing                      | BMW MINI Countryman  | 65                   | Guerlain Chicherit    | 8–9, 11              |
| BMW MINI                                                   | JRM Racing                      | BMW MINI Countryman  | 37                   | Guy Wilks             | 9-10                 |
| BMW MINI                                                   | JRM Racing                      | BMW MINI Countryman  | 94                   | Nick Jones            | 12                   |
| Peugeot                                                    | Team Peugeot-Hansen             | Peugeot 208          | 9                    | Sébastien Loeb        | Vše                  |
| Peugeot                                                    | Team Peugeot-Hansen             | Peugeot 208          | 21                   | Timmy Hansen          | Vše                  |
| Peugeot                                                    | Peugeot-Hansen Academy          | Peugeot 208          | 17                   | Davy Jeanney          | 1–6, 8-11            |
| Peugeot                                                    | Peugeot-Hansen Academy          | Peugeot 208          | 71                   | Kevin Hansen          | 1–2, 4, 8, 11        |
| SEAT                                                       | all-inkl.com Münnich Motorsport | SEAT Ibiza Cupra     | 15                   | Reinis Nitišs2        | 1–8                  |
| SEAT                                                       | all-inkl.com Münnich Motorsport | SEAT Ibiza Cupra     | 55                   | René Münnich          | 1–11                 |
| SEAT                                                       | all-inkl.com Münnich Motorsport | SEAT Ibiza Cupra     | 44                   | Timo Scheider         | 9-10, 12             |
| SEAT                                                       | all-inkl.com Münnich Motorsport | SEAT Ibiza Cupra     | 24                   | Tommy Rustad          | 11                   |
| SEAT                                                       | all-inkl.com Münnich Motorsport | SEAT Ibiza Cupra     | 77                   | René Münnich          | 12                   |
| Volkswagen                                                 | Volkswagen RX Sweden            | Volkswagen Polo Mk5  | 3                    | Johan Kristoffersson  | Vše                  |
| Volkswagen                                                 | Volkswagen RX Sweden            | Volkswagen Polo Mk5  | 92                   | Anton Marklund        | Vše                  |
| Nepravidelný účastníci, kterým se nepočítají body pro tým. |                                 |                      |                      |                       |                      |
| Konstruktér                                                | Tým                             | Vůz                  | Číslo vozu           | Jezdec                | Závody               |
| Audi                                                       | Racing-Com KFT                  | Audi A1              | 102                  | Tamás Kárai           | 8                    |
| Citroën                                                    | DA Racing                       | Citroën DS3          | 87                   | Jean-Baptiste Dubourg | 2, 8, 11             |
| Citroën                                                    | Hervé "Knapick" Lemonnier       | Citroën DS3          | 84                   | "Knapick"             | 8                    |
| Ford                                                       | Bompiso Racing Team             | Ford Focus           | 41                   | Joaquim Santos        | 1                    |
| Ford                                                       | World RX Team Austria           | Ford Fiesta          | 31                   | Max Pucher            | 2, 4                 |
| Ford                                                       | Ecurie Bayard ASBL              | Ford Fiesta          | 67                   | François Duval        | 3                    |
| Ford                                                       | Guy Wilks                       | Ford Fiesta          | 37                   | Guy Wilks             | 4                    |
| Ford                                                       | Julian Godfrey                  | Ford Fiesta          | 51                   | Julian Godfrey        | 4                    |
| Ford                                                       | Olsbergs MSE                    | Ford Fiesta          | 23                   | Richard Göransson     | 6                    |
| Ford                                                       | Olsbergs MSE                    | Ford Fiesta          | 113                  | Cyril Raymond         | 11                   |
| Ford                                                       | Oliver O'Donovan                | Ford Fiesta          | 2                    | Oliver O'Donovan      | 8                    |
| Ford                                                       | "M.D.K"                         | Ford Fiesta          | 49                   | "M.D.K"               | 8, 11                |
| Ford                                                       | Pascal Le Nouvel                | Ford Fiesta          | 98                   | Pascal Le Nouvel      | 8                    |
| Ford                                                       | Reinsalu Sport                  | Ford Fiesta          | 10                   | Janno Ligur           | 10                   |
| Ford                                                       | Andreas Steffen                 | Ford Fiesta          | 80                   | Andreas Steffen       | 11                   |
| Kia                                                        | Gigi Galli                      | Kia Rio              | 25                   | Gigi Galli            | 10-11                |
| Mitsubishi                                                 | Eklund Motorsport               | Mitsubishi Mirage    | 60                   | Joni-Pekka Rajala     | 11                   |
| Peugeot                                                    | Fredrik Salsten                 | Peugeot 208          | 11                   | Fredrik Salsten       | 8                    |
| Peugeot                                                    | Albatec Racing                  | Peugeot 208          | 24                   | Tommy Rustad          | 8                    |
| Peugeot                                                    | Albatec Racing                  | Peugeot 208          | 26                   | Andy Scott            | 8                    |
| Peugeot                                                    | Albatec Racing                  | Peugeot 208          | 121                  | Philippe Maloigne     | 8                    |
| Peugeot                                                    | Patrick Guillerme               | Peugeot 208          | 83                   | Patrick Guillerme     | 8                    |
| Renault                                                    | Fabien Chanoine                 | Renault Clio         | 89                   | Fabien Chanoine       | 8                    |
| Škoda                                                      | Motorsport LT                   | Škoda Fabia          | 88                   | Nerijus Naujokaitis   | 10                   |
| Volkswagen                                                 | Volkswagen RX Sweden            | Volkswagen Polo      | 34                   | Tanner Foust          | 4, 11                |
| Volkswagen                                                 | Hedströms Motorsport            | Volkswagen Polo      | 8                    | Peter Hedström        | 11                   |
| Volkswagen                                                 | Per Eklund Motorsport           | Volkswagen Brouk     | 53                   | Alexander Hvaal       | 11                   |

## Výsledky a pořadí

### Mistrovství světa jezdců
| Pos. | Jezdec                | POR | HOC | BEL | GBR | NOR | SWE | CAN | FRA | BAR | LAT | GER | ARG | Body |
| ---- | --------------------- | --- | --- | --- | --- | --- | --- | --- | --- | --- | --- | --- | --- | ---- |
| 1    | Mattias Ekström       | 10  | 1   | 1   | 1   | 3   | 6   | 8   | 8   | 1   | 2   | 5   | 5   | 272  |
| 2    | Johan Kristoffersson  | 6   | 7   | 6   | 12  | 7   | 5   | 3   | 1   | 6   | 5   | 6   | 2   | 240  |
| 3    | Andreas Bakkerud      | 4   | 12  | 14  | 6   | 1   | 1   | 2   | 2   | 7   | 4   | 3   | 1   | 239  |
| 4    | Petter Solberg        | 1   | 4   | 3   | 2   | 4   | 7   | 5   | 4   | 10  | 19  | 2   | 7   | 239  |
| 5    | Sébastien Loeb        | 5   | 10  | 2   | 10  | 5   | 2   | 9   | 3   | 8   | 1   | 9   | 8   | 209  |
| 6    | Timmy Hansen          | 12  | 18  | 7   | 3   | 2   | 3   | 1   | 11  | 2   | 3   | 8   | 13  | 178  |
| 7    | Toomas Heikkinen      | 3   | 2   | 16  | 11  | 9   | 9   | 4   | 15  | 9   | 9   | 10  | 3   | 150  |
| 8    | Timur Timerzyanov     | 16  | 17  | 8   | 5   | 6   | 14  | 7   | 30  | 3   | 6   | 14  | 9   | 117  |
| 9    | Robin Larsson         | 2   | 6   | 13  | 15  | 10  | 8   | 16  | 12  | 5   | 12  | 13  | 6   | 109  |
| 10   | Jānis Baumanis        | 14  | 8   | 9   | 7   | 8   | 10  | 15  | 26  | 4   | 8   | 7   | 12  | 109  |
| 11   | Kevin Eriksson        | 7   | 11  | 10  | 8   | 13  | 15  | 11  |     | 11  | 13  | 1   | 16  | 92   |
| 12   | Davy Jeanney          | 8   | 9   | 11  | 13  | 11  | 12  |     | 7   | 12  | 10  | 11  |     | 86   |
| 13   | Anton Marklund        | 9   | 15  | 4   | 9   | 15  | 4   | 6   | 18  | 14  | 15  | 15  | 11  | 76   |
| 14   | Ken Block             | 18  | 3   | 19  | 14  | 14  | 13  | 10  | 6   | 16  | 16  | 12  | 15  | 63   |
| 15   | Kevin Hansen          | 13  | 19  |     | 4   |     |     |     | 9   |     |     | 4   |     | 52   |
| 16   | Reinis Nitišs         | 15  | 13  | 12  | 21  | 12  | 18  | 13  | 5   | 13  | 11  |     | 10  | 44   |
| 17   | Niclas Grönholm       | 17  | 14  | 15  | 16  | 16  | 11  | 12  | 14  | 15  | 18  | 19  |     | 28   |
| 18   | Timo Scheider         |     |     |     |     |     |     |     |     | 17  | 7   |     |     | 25   |
| 19   | François Duval        |     |     | 5   |     |     |     |     |     |     |     |     |     | 18   |
| 20   | Liam Doran            | 10  | 5   | 17  | 19  | 17  | 16  |     |     |     |     |     |     | 9    |
| 21   | Andy Scott            |     |     |     |     |     |     |     | 10  |     |     |     |     | 6    |
| 22   | Tommy Rustad          |     |     |     |     |     |     |     | 13  |     |     | 25  |     | 4    |
| 23   | Guy Wilks             |     |     |     | 17  |     |     |     |     | 19  | 14  |     |     | 3    |
| 24   | Jean-Baptiste Dubourg |     | 16  |     |     |     |     |     | 17  |     |     |     |     | 1    |
| 25   | Peter Hedström        |     |     |     |     |     |     |     |     |     |     | 16  |     | 1    |
| 27   | René Münnich          | 19  | 20  | 18  | 18  | 18  | 19  | 14  | 16  | 18  | 22  | 24  | 14  | -3   |

### Mistrovství světa týmů
| Pos. | Tým                             | Číslo vozu | Jezdci               | Body |
| ---- | ------------------------------- | ---------- | -------------------- | ---- |
| 1    | EKS RX                          | 5          | Mattias Ekström      | 422  |
| 1    | EKS RX                          | 57         | Toomas Heikkinen     | 422  |
| 2    | Team Peugeot-Hansen             | 9          | Sébastien Loeb       | 387  |
| 2    | Team Peugeot-Hansen             | 21         | Timmy Hansen         | 387  |
| 3    | Volkswagen RX Sweden            | 3          | Johan Kristoffersson | 316  |
| 3    | Volkswagen RX Sweden            | 92         | Anton Marklund       | 316  |
| 4    | Hoonigan Racing Division        | 13         | Andreas Bakkerud     | 302  |
| 4    | Hoonigan Racing Division        | 43         | Ken Block            | 302  |
| 5    | World RX Team Austria           | 6          | Jānis Baumanis       | 226  |
| 5    | World RX Team Austria           | 7          | Timur Timerzyanov    | 226  |
| 6    | Olsbergs MSE                    | 68         | Niclas Grönholm      | 132  |
| 6    | Olsbergs MSE                    | 96         | Kevin Eriksson       | 132  |
| 7    | all-inkl.com Münnich Motorsport | 15         | Reinis Nitišs        | 67   |
| 7    | all-inkl.com Münnich Motorsport | 55         | René Münnich         | 67   |